# Radical 54

Le radical 54 (廴), qui signifie "foulée longue", est un des 31 des 214 radicaux chinois répertoriés dans le dictionnaire de Kangxi composés de trois traits.
Le caractère Unicode de 廴 est 5EF4.

## Caractères avec le radical 54
| nombre de traits          | caractères |
| ------------------------- | ---------- |
| Sans trait supplémentaire | 廴         |
| 3 traits supplémentaires  | 廵         |
| 4 traits supplémentaires  | 延 廷 廸   |
| 5 traits supplémentaires  | 廹         |
| 6 traits supplémentaires  | 建 廻 廼   |
| 7 traits supplémentaires  | 廽         |